# Andries Twijnstra

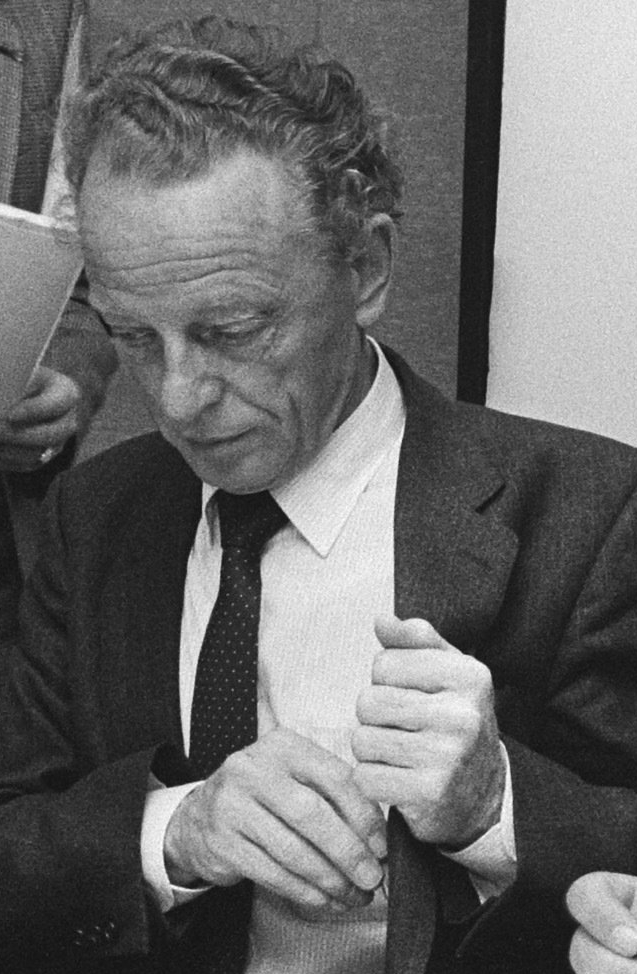
Twijnstra tijdens persconferentie Commissie Polak m.b.t. eindrapport ABP affaire, 1984

Andries (Twijn) Twijnstra (Rotterdam, 13 juni 1922 – Diepenveen, 7 december 2007) was een Nederlands ingenieur, organisatieadviseur, en hoogleraar aan de Vrije Universiteit Amsterdam, bekend als oprichter van het huidige organisatieadviesbureau Twynstra Gudde in 1964.

## Biografie
Twijnstra studeerde civiele techniek aan de Technische Universiteit Delft en promoveerde in 1962 op het proefschrift Kostenberekening in het aannemersbedrijf.
Na zijn afstuderen werkte Twijnstra in de jaren vijftig geruime tijd bij een groot bouwbedrijf, en begin jaren zestig voor het Raadgevend Bureau Ir. B.W. Berenschot als hoofd van de bouwafdeling. In 1964 startte hij samen met Arie Gudde het eigen bedrijf 'Raadgevend Bureau Dr. Ir. A. Twijnstra' in Deventer, dat uitgroeide tot het huidige Twijnstra Gudde. Hij was de eerste directeur, die in 1977 terugtrad op zijn 55ste, volgens een regel die hij zelf bedacht had.
Hij werd hierna hoogleraar organisatiekunde aan de Vrije Universiteit Amsterdam, waar hij in 1987 afscheid nam met de rede 'Tien geboden' en eigen verantwoordelijkheid (voor het functioneren van organisaties). Nadien is hij nog actief geweest als erkend yogaleraar.

## Werk

### Raadgevend Bureau Dr. Ir. A. Twijnstra
In 1964 richtte Andries Twijnstra en Arie Gudde in Deventer een eigen organisatieadviesbureau op onder de naam Raadgevend Bureau Dr.ir. A. Twynstra, adviseurs voor de bedrijfsorganisatie in de bouwnijverheid, later Twynstra Gudde. Twijnstra had in de jaren daarvoor al bij Berenschot voor de bouwsector gewerkt, en al meerdere leerboeken voor het technisch onderwijs geschreven over de bouworganisatie.  
In de eerste jaren werkten het adviesbureau mee aan de uitbreiding van de Jaarbeurs in Utrecht, en de bouw van het VU ziekenhuis, tegenwoordig het VU medisch centrum, in Amsterdam. In 1968 ging het bedrijf naar de beurs onder de naam Twijnstra en Gudde, en bleef beursgenoteerd tot 1988. In de opvolgende jaren ging het bureau ook advies verlenen aan andere bedrijfstakken in het bedrijfsleven, aan de gezondheidszorg, aan het onderwijs en aan de overheid.

### Hoogleraar organisatiekunde aan de Vrije Universiteit Amsterdam
In 1979 begon Twijnstra als Hoogleraar organisatiekunde aan de Vrije Universiteit Amsterdam. In zijn oratie ging hij in op de relatie tussen onderneming en samenleving. Volgens Twijnstra had de democratiseringsproces in de samenleving zijn neerslag in de ondernemingen, waar een meer maatschappelijk management diende vorm te krijgen. De klassieke machtsstructuren diende plaats te maken voor een leiderschap, waarin werknemers actief kunnen participeren.
In zijn afscheidscollege uit 1984 ging hij in op de Tien geboden en eigen verantwoordelijkheid (voor het functioneren van organisaties). Deze tien geboden zijn in 2014 binnen Twynstra en Gudde nog eens geformuleerd.

## Publicaties
Andries Twijnstra publiceerde verscheidene boeken en artikelen. Een selectie:
- Twijnstra, Andries. Organisatie van bouwwerken; beknopt leerboek voor het technisch onderwijs. Haarlem : Stam, 1959.
- Twijnstra, Andries. Bedrijfsorganisatie in het bouwbedrijf. Alphen aan den Rijn : Samsom, 1960.
- Twijnstra, Andries. Kostprijsberekening in het aannemingsbedrijf. Diss. TU Delft, Delft University of Technology, 1962.
- Twijnstra, Andries, F.J. Hulshoff Pol en Raadgevend Bureau Ir. B.W. Berenschot. Coördinatie van het bouwproces, 1963.
- Twijnstra, Andries en A. Duys. De organisatie van het bouwproces. Samsom, 1969.
- Twijnstra, Andries en J.W.L. Kruyt. De interne organisatie van het architectbureau in Nederland. Alphen aan den Rijn : Samsom, 1973. ISBN 90-14-02137-2
- Dijt, Th PS, en Andries Twijnstra. De funktie van de ondernemingsraad in bedrijven met werknemerszelfbestuur. Vrije Universiteit, Economische Faculteit, 1982.
- Twijnstra, Andries en J.W.A. van Dijk. Management en politiek; samenspel en tegenspel.  Leiden : Stenfert Kroese, 1987. ISBN 90-207-1553-4
- Twijnstra, Andries. ’Tien geboden’ en eigen verantwoordelijkheid (voor het functioneren van organisaties). Afscheidsrede Amsterdam 1987. Leiden : Stenfert Kroese, 1987. ISBN 90-207-1581-X
- Twijnstra, Andries en Doede Keuning. Organisatie-advieswerk; de praktijk van het organisatie-advieswerk bezien vanuit opdrachtgever, client en adviseur. . Houten : Stenfert Kroese, 1987; 1995. ISBN 90-207-2704-4
- Twijnstra, Andries, Léon de Caluwé en Doede Keuning. Organisatieadvieswerk. Handboek voor managers en adviseurs. Deventer: Kluwer, 2002. ISBN 9014088574

- International Standard Name Identifier: 0000 0003 9506 5853
- Nederlandse Thesaurus van Auteursnamen: 073519812
- Virtual International Authority File: 289703331
- WorldCat: E39PBJxCwqqTbWQBQDXBMHvWDq